# Miltinus insularis
Miltinus insularis är en tvåvingeart som beskrevs av Paramonov 1961. Miltinus insularis ingår i släktet Miltinus och familjen Mydidae. Inga underarter finns listade i Catalogue of Life.